# Josef Hügi
Josef Hügi (Riehen, 23 giugno 1930 – Basilea, 16 aprile 1995) è stato un calciatore svizzero, di ruolo attaccante.

## Carriera
Hügi cominciò a giocare a calcio fin dalla tenera età, ma non prese lo sport sul serio finché non cominciò a frequentare l'Università di Basilea negli anni '40. Il suo primo club professionista fu il Basilea, per cui firmò nel 1948-49 e giocò per 15 anni, giocando oltre 300 partite e segnando 224 gol. Nel 1962 firmò per lo Zurigo, ma con la maglia del club tigurino giocò soltanto due partite prima di finire la sua carriera in club di serie minori.
Totalizzò 34 presenze con la Svizzera tra il 1951 e il 1960, segnando 22 gol. Segnò 6 gol ai mondiali 1954, diventando il giocatore con più reti di sempre ad un mondiale della Svizzera.

## Statistiche

### Cronologia presenze e reti in nazionale
| Cronologia completa delle presenze e delle reti in nazionale ― Svizzera | Cronologia completa delle presenze e delle reti in nazionale ― Svizzera | Cronologia completa delle presenze e delle reti in nazionale ― Svizzera | Cronologia completa delle presenze e delle reti in nazionale ― Svizzera | Cronologia completa delle presenze e delle reti in nazionale ― Svizzera | Cronologia completa delle presenze e delle reti in nazionale ― Svizzera | Cronologia completa delle presenze e delle reti in nazionale ― Svizzera | Cronologia completa delle presenze e delle reti in nazionale ― Svizzera |
| Data                                                                    | Città                                                                   | In casa                                                                 | Risultato                                                               | Ospiti                                                                  | Competizione                                                            | Reti                                                                    | Note                                                                    |
| ----------------------------------------------------------------------- | ----------------------------------------------------------------------- | ----------------------------------------------------------------------- | ----------------------------------------------------------------------- | ----------------------------------------------------------------------- | ----------------------------------------------------------------------- | ----------------------------------------------------------------------- | ----------------------------------------------------------------------- |
| 25-11-1951                                                              | Lugano                                                                  | Svizzera                                                                | 1 – 1                                                                   | Italia                                                                  | Coppa Internazionale 1948-1953                                          | -                                                                       |                                                                         |
| 28-5-1952                                                               | Zurigo                                                                  | Svizzera                                                                | 0 – 3                                                                   | Inghilterra                                                             | Amichevole                                                              | -                                                                       |                                                                         |
| 1-6-1952                                                                | Ankara                                                                  | Turchia                                                                 | 1 – 5                                                                   | Svizzera                                                                | Amichevole                                                              | 2                                                                       |                                                                         |
| 22-6-1952                                                               | Genf                                                                    | Svizzera                                                                | 1 – 1                                                                   | Austria                                                                 | Amichevole                                                              | -                                                                       |                                                                         |
| 20-9-1952                                                               | Berna                                                                   | Svizzera                                                                | 2 – 4                                                                   | Ungheria                                                                | Coppa Internazionale 1948-1953                                          | 1                                                                       |                                                                         |
| 9-11-1952                                                               | Augusta                                                                 | Germania                                                                | 5 – 1                                                                   | Svizzera                                                                | Amichevole                                                              | -                                                                       |                                                                         |
| 28-12-1952                                                              | Palermo                                                                 | Italia                                                                  | 2 – 0                                                                   | Svizzera                                                                | Coppa Internazionale 1948-1953                                          | -                                                                       |                                                                         |
| 22-3-1953                                                               | Amsterdam                                                               | Paesi Bassi                                                             | 1 – 2                                                                   | Svizzera                                                                | Amichevole                                                              | 1                                                                       |                                                                         |
| 25-5-1953                                                               | Berna                                                                   | Svizzera                                                                | 1 – 2                                                                   | Turchia                                                                 | Amichevole                                                              | -                                                                       |                                                                         |
| 27-6-1953                                                               | Basilea                                                                 | Svizzera                                                                | 1 – 4                                                                   | Danimarca                                                               | Amichevole                                                              | 1                                                                       |                                                                         |
| 23-5-1954                                                               | Losanna                                                                 | Svizzera                                                                | 3 – 3                                                                   | Uruguay                                                                 | Amichevole                                                              | -                                                                       |                                                                         |
| 17-6-1954                                                               | Losanna                                                                 | Svizzera                                                                | 2 – 1                                                                   | Italia                                                                  | Mondiali 1954 - 1º giornata                                             | 1                                                                       |                                                                         |
| 23-6-1954                                                               | Basilea                                                                 | Svizzera                                                                | 4 – 1                                                                   | Italia                                                                  | Mondiali 1954 - Spareggio                                               | 2                                                                       |                                                                         |
| 26-6-1954                                                               | Losanna                                                                 | Svizzera                                                                | 5 – 7                                                                   | Austria                                                                 | Mondiali 1954 - Quarti di finale                                        | 3                                                                       |                                                                         |
| 19-9-1954                                                               | Copenaghen                                                              | Danimarca                                                               | 1 – 1                                                                   | Svizzera                                                                | Amichevole                                                              | -                                                                       |                                                                         |
| 10-10-1954                                                              | Budapest                                                                | Ungheria                                                                | 3 – 0                                                                   | Svizzera                                                                | Amichevole                                                              | -                                                                       |                                                                         |
| 1-5-1955                                                                | Berna                                                                   | Svizzera                                                                | 2 – 3                                                                   | Austria                                                                 | Coppa Internazionale 1955-1960                                          | 1                                                                       |                                                                         |
| 19-5-1955                                                               | Rotterdam                                                               | Paesi Bassi                                                             | 4 – 1                                                                   | Svizzera                                                                | Amichevole                                                              | 1                                                                       |                                                                         |
| 19-6-1955                                                               | Ginevra                                                                 | Svizzera                                                                | 0 – 3                                                                   | Spagna                                                                  | Amichevole                                                              | -                                                                       |                                                                         |
| 26-6-1955                                                               | Belgrado                                                                | Jugoslavia                                                              | 0 – 0                                                                   | Svizzera                                                                | Amichevole                                                              | -                                                                       |                                                                         |
| 11-11-1956                                                              | Berna                                                                   | Svizzera                                                                | 1 – 1                                                                   | Italia                                                                  | Coppa Internazionale 1955-1960                                          | -                                                                       |                                                                         |
| 21-11-1956                                                              | Francoforte                                                             | Germania                                                                | 1 – 3                                                                   | Svizzera                                                                | Amichevole                                                              | 1                                                                       |                                                                         |
| 10-3-1957                                                               | Madrid                                                                  | Spagna                                                                  | 2 – 2                                                                   | Svizzera                                                                | Qual. Mondiali 1958                                                     | 2                                                                       |                                                                         |
| 14-4-1957                                                               | Vienna                                                                  | Austria                                                                 | 4 – 0                                                                   | Svizzera                                                                | Coppa Internazionale 1955-1960                                          | -                                                                       | 78’                                                                     |
| 2-11-1958                                                               | Rotterdam                                                               | Paesi Bassi                                                             | 2 – 0                                                                   | Svizzera                                                                | Amichevole                                                              | -                                                                       |                                                                         |
| 16-5-1959                                                               | Ginevra                                                                 | Svizzera                                                                | 4 – 3                                                                   | Portogallo                                                              | Amichevole                                                              | -                                                                       |                                                                         |
| 4-10-1959                                                               | Berna                                                                   | Svizzera                                                                | 0 – 4                                                                   | Germania                                                                | Amichevole                                                              | -                                                                       |                                                                         |
| 27-3-1960                                                               | Bruxelles                                                               | Belgio                                                                  | 3 – 1                                                                   | Svizzera                                                                | Amichevole                                                              | -                                                                       |                                                                         |
| 6-4-1960                                                                | Basilea                                                                 | Svizzera                                                                | 4 – 2                                                                   | Cile                                                                    | Amichevole                                                              | 1                                                                       |                                                                         |
| 18-5-1960                                                               | Zurigo                                                                  | Svizzera                                                                | 3 – 1                                                                   | Paesi Bassi                                                             | Amichevole                                                              | -                                                                       |                                                                         |
| 12-10-1960                                                              | Basilea                                                                 | Svizzera                                                                | 6 – 2                                                                   | Francia                                                                 | Amichevole                                                              | 5                                                                       |                                                                         |
| 20-11-1960                                                              | Bruxelles                                                               | Belgio                                                                  | 2 – 4                                                                   | Svizzera                                                                | Qual. Mondiali 1962                                                     | -                                                                       |                                                                         |
| 20-5-1961                                                               | Losanna                                                                 | Svizzera                                                                | 2 – 1                                                                   | Belgio                                                                  | Qual. Mondiali 1962                                                     | -                                                                       |                                                                         |
| 28-5-1961                                                               | Bruxelles                                                               | Svezia                                                                  | 4 – 0                                                                   | Svizzera                                                                | Qual. Mondiali 1962                                                     | -                                                                       |                                                                         |
| Totale                                                                  |                                                                         | Presenze                                                                | 34                                                                      |                                                                         | Reti                                                                    | 22                                                                      |                                                                         |

## Palmarès

### Club

#### Competizioni nazionali
- Campionato svizzero: 2

Basilea: 1952-1953
Zurigo: 1962-1963

### Individuale
- Capocannoniere della Lega Nazionale A: 3

1951-1952 (24 gol), 1952-1953 (32 gol, a pari merito con Eugen Meier), 1953-1954 (29 gol)